# Mezdraja
Mezdraja (izvirno srbsko Мездраја) je naselje v Srbiji, ki upravno spada pod Občino Trgovište; slednja pa je del Pčinjskega upravnega okraja.

## Demografija
V naselju živi 24 polnoletnih prebivalcev, pri čemer je njihova povprečna starost 40,0 let (34,9 pri moških in 44,7 pri ženskah). Naselje ima 12 gospodinjstev, pri čemer je povprečno število članov na gospodinjstvo 2,75.
To naselje je popolnoma srbsko (glede na rezultate popisa iz leta 2002).
|  |

| Demografija | Demografija     | Demografija     |
| Leto        | Št. prebivalcev | Št. prebivalcev |
| ----------- | --------------- | --------------- |
|             |                 |                 |
|             |                 |                 |
|             |                 |                 |
|             |                 |                 |
| 1948        | 81              |                 |
| 1953        | 87              |                 |
| 1961        | 67              |                 |
| 1971        | 63              |                 |
| 1981        | 49              |                 |
| 1991        | 30              | 30              |
| 2002        | 35              | 33              |
|             |                 |                 |

| Etnična sestava po popisu iz leta 2002 | Etnična sestava po popisu iz leta 2002 | Etnična sestava po popisu iz leta 2002 | Etnična sestava po popisu iz leta 2002 | Etnična sestava po popisu iz leta 2002 |
| -------------------------------------- | -------------------------------------- | -------------------------------------- | -------------------------------------- | -------------------------------------- |
| Srbi                                   | Srbi                                   |                                        | 33                                     | 100,0%                                 |
| Neznano                                | Neznano                                |                                        | 0                                      | 0,0%                                   |